# 哈特里角
60°48′S 44°44′W / 60.800°S 44.733°W
哈特里角是南極洲的海岬，位於南奧克尼群島的勞里島南端，是莫斯曼半島西南端，該海岬在1821年12月由英國的捕海豹船命名。